# Aristonoo
Aristonoo (in greco antico: Ἀριστόνους?, Aristònous, da Ἀριστός νοῦς, letteralmente "mente eccelsa"; ... – Anfipoli, 315 a.C.) è stato un militare macedone antico, uno dei sette somatophylakes, le guardie del corpo di Alessandro Magno.
Dopo la morte del re macedone si schierò dalla parte di Perdicca e poi di Poliperconte. Esiliato ad Anfipoli, fu fatto uccidere da Cassandro.

## Biografia
Le origini di Aristonoo sono dibattute: lo storico Arriano riporta nell’Anabasi di Alessandro che Aristonoo era di Pella, mentre negli Indikà lo stesso autore riferisce che era di origine eordiana.

### Spedizione in Asia con Alessandro Magno
Aristonoo, assieme a Lisimaco e Pitone, fu uno dei veterani tra le guardie del corpo di Alessandro, probabilmente già dalla sua ascesa al trono (336 a.C.), se non addirittura, come ipotizzano alcuni storici, già somatophylax del precedente re, Filippo II. Tutta la storiografia alessandrina antica infatti, a differenza della altre guardie del corpo, tace le date di nomina dei tre veterani.
I somatophylakes erano sette soldati scelti e fedelissimi, che avevano il compito di vigilare sull'incolumità del sovrano macedone, vivendo a stretto contatto con lui. Quando uno di essi decadeva dalla carica, per morte o per revoca, il re provvedeva immediatamente e personalmente alla sua sostituzione.
Sappiamo da Plutarco che nel 328 a.C., durante un banchetto a Samarcanda, Aristonoo nascose il pugnale di Alessandro, che stava per uccidere l'amico Clito il Nero (nel testo il nome del somatophylax è stato erroneamente trascritto come Aristofane). L'atto si dimostrò inutile dato che poco dopo il sovrano macedone riuscì nel suo intento.
Secondo la tradizione di Curzio Rufo, nel 326 a.C. Aristonoo rimase ferito in India durante una battaglia.

### Guerre dei diadochi
Quando Alessandro Magno morì a Babilonia (323 a.C.), consegnò il suo anello al somatophylax Perdicca, che fu nominato reggente dell'impero. Perdicca divise i territori conquistati dai macedoni in satrapie, assegnandone il comando agli uomini più fidati del sovrano defunto, in particolare ai suoi colleghi guardie del corpo. Di questi, è interessante notare che Aristonoo fu l'unico al quale non venne affidata nessuna provincia da amministrare. Egli rimase invece con Perdicca, che l'anno successivo lo inviò con una flotta alla conquista di Cipro, ma l'impresa fallì.
Dopo la morte di Perdicca (321 a.C.), Aristonoo tornò in Macedonia, dove, nella guerra scoppiata per la successione al nuovo reggente Antipatro, anch'egli defunto (319 a.C.), si schierò dalla parte di Poliperconte contro Cassandro. Quando quest'ultimo ebbe la meglio sull'avversario (316 a.C.), Aristonoo fu mandato in esilio ad Anfipoli. Temendo però la grande popolarità che Aristonoo aveva come antico compagno d'armi di Alessandro, Cassandro lo fece assassinare (315 a.C.).